# Pascal Ancelin
Pour les articles homonymes, voir Ancelin.
Pas d'image ? Cliquez ici

a Compétitions nationales et continentales officielles uniquement.

b Matchs officiels uniquement.
Dernière mise à jour le  .
Pascal Ancelin, né le 13 janvier 1982 à Meaux (France), est un joueur français de rugby à XV évoluant au poste de trois-quarts centre (1,80 m pour 92 kg).

## Statistiques en équipe nationale
- International -21 ans : participation au Championnat du monde 2002 en Afrique du Sud.
- International universitaire : 
  - 1 sélection en 2004 contre Italie A.
  - champion du monde 2004 universitaire de rugby à sept en Chine.